# Wanda, Minnesota
Wanda là một thành phố thuộc quận Redwood, tiểu bang Minnesota, Hoa Kỳ. Năm 2010, dân số của thành phố này là 84 người.

## Dân số
- Dân số năm 2000: 103 người.
- Dân số năm 2010: 84 người.